# Halictus bucharicus
Halictus bucharicus är en biart som beskrevs av Blüthgen 1936. Halictus bucharicus ingår i släktet bandbin, och familjen vägbin. Inga underarter finns listade i Catalogue of Life.